# مارس ۲۰۱۳
مارس ۲۰۱۳، یکی از ماه‌های ۲۰۱۳  میلادی است.
آغاز آن، روز جمعه برابر با ۱۱ اسفند ۱۳۹۱ خورشیدی.

## ۷ مارس۲۰۱۳
- دنباله‌دار سی/۲۰۱۱ ال ۴ به زمین نزدیک شد

## ۱۳ مارس۲۰۱۳
- بنا به گزارش خبرگزاری‌ها، شامگاه امشب ۱۱۵ کاردینال منتخب کلیسای کاتولیک پس از چند دور رایزنی‌های فشرده کارینال آرژانتینی خورخه ماریو برگولیو رابه عنوان پاپ و رهبر جدید کاتولیک های جهان را انتخاب و معرفی کردند و دود سفید از دودکش کلیسای سیستین به هوا برخاست. ویکی‌خبر

## پیوندهای روزانه
- درگاه: وقایع کنونی/وقایع ۶ مارس ۲۰۱۳
- درگاه: وقایع کنونی/وقایع ۷ مارس ۲۰۱۳
- درگاه: وقایع کنونی/وقایع ۱۳ مارس ۲۰۱۳